# Colobaea limbata
Colobaea limbata är en tvåvingeart som först beskrevs av Friedrich Georg Hendel 1933.  Colobaea limbata ingår i släktet Colobaea och familjen kärrflugor. Inga underarter finns listade i Catalogue of Life.